# Svjetsko prvenstvo gluhih u rukometu
Svjetsko prvenstvo gluhih u rukometu je međunarodno športsko natjecanje u športu rukometu. Namijenjeno je gluhim osobama. Održavaju se od 2014. godine. Prvi svjetski prvak bila je Hrvatska.
| Godina | Domaćin               | Završnica | Završnica | Završnica      | Za 3. mjesto   | Za 3. mjesto | Za 3. mjesto     |
| Godina | Domaćin               | Pobjednik | Rezultat  | Drugoplasirani | Trećeplasirani | Rezultat     | Četvrtoplasirani |
| ------ | --------------------- | --------- | --------- | -------------- | -------------- | ------------ | ---------------- |
| 2014.  | Samsun, Turska        | Hrvatska  | 34:18     | Turska         | Srbija         | 39:32        | Rusija           |
| 2018.  | Caixas do Sul, Brazil | Hrvatska  | 29:22     | Rusija         |                | .:.          |                  |